# David Antón Guijarro
David Antón Guijarro (* 23. Juni 1995 in Murcia, Spanien) ist ein spanischer Schachspieler.

## Schachkarriere
Bei den U-16 Jugendeuropameisterschaften im Schach 2012 in Prag belegte David Antón Guijarro den dritten Platz. Bei der U18-Weltmeisterschaft in Al-Ain, Vereinigte Arabische Emirate 2013, wurde er Zweiter.
Die spanische Meisterschaft hat er insgesamt achtmal in verschiedenen Altersklassen und Formaten gewonnen.
David Antón Guijarro erlangte 2012 den internationalen Meistertitel, 2013 wurde er Großmeister.
Seine Elo-Zahl überschritt 2014 die 2600er-Marke und er hat seitdem stetige Fortschritte gemacht. Er gewann Silber bei der Europameisterschaft 2014 und ist dem Gewinn des Gibraltar-Masters mehr als einmal sehr nahegekommen. Im Jahr 2017 schlug er beispielsweise Boris Gelfand und Wesselin Topalow und erreichte damit die beste Leistungsbewertung des Turniers vor Hikaru Nakamura, Maxime Vachier-Lagrave, Fabiano Caruana und vielen anderen Spitzenspielern, verlor aber in den Playoffs gegen Hikaru Nakamura.
Schließlich durchbrach er die 2700er-Elo-Grenze zum Jahreswechsel 2019/20.
Im Grand Swiss auf der Isle of Man belegte er 2019 den 5. Platz vor Magnus Carlsen, wobei er dort unter anderem einen Sieg gegen Alexander Grischtschuk feiern konnte.
Im Januar 2020 gewann er das Tata-Steel-Challenger-Turnier, damit ist er für das Tata-Steel-Masters 2021 qualifiziert.
Guijarro vertrat sein Land bisher bei drei Schacholympiaden. Seit 2014 gehört er zum Stamm der spanischen Olympiamannschaft. Zuletzt spielte er am ersten Brett und holte 2018 7,5 Punkte aus 11 Partien.